# باراثيون
باراثيون مبيد فوسفو عضوي يستعمل كمبيد للحشرات و الآفات الزراعية،و يعتبر من السموم الخطرة على الإنسان في حالة إستنشاق رذاذه أو بلعه.
بذرة